# Como en la radio
Como en la radio fue un programa deportivo chileno emitido por Telecanal, llevando aquel nombre ya que en sus inicios no podía mostrar imágenes de los partidos de fútbol por la exclusividad que tenía Canal 13 de ellas. 
Comenzó el 8 de mayo de 2006, bajo la conducción de Milton Millas, comentarista deportivo chileno, quien era acompañado por panelistas relacionados con el mundo futbolístico como Patricio Yáñez, Ivo Basay y Juan Carlos Villalta, para analizar este deporte. Era transmitido de lunes a viernes a las 21:00 horas, siendo una de las grandes apuestas de Telecanal.
En marzo de 2007, el programa pasó a ser emitido a la medianoche, ahora pudiendo mostrar imágenes de los partidos del torneo de fútbol chileno. En julio de 2007 se incorpora el entrenador de fútbol Juvenal Olmos como panelista estable y en 2008, el periodista deportivo Mario Mauriziano.
En octubre de 2008, Milton Millas renunció al programa por diferencias con los ejecutivos de Telecanal, siendo Mauriziano quien se hiciera cargo de la conducción por lo que quedaba del año.
Finalmente, el programa sale de pantalla el 31 de diciembre de 2008, y en su reemplazo se emitió Pura Noche durante el verano de 2009 y a partir de marzo de ese año, Juga2, que a diferencia de Como en la radio, el análisis del fútbol se combinaba con humor.